# Rosenskedstork
Rosenskedstork (Platalea ajaja) är en amerikansk fågel i familjen ibisar inom ordningen pelikanfåglar.

## Utseende
Rosenskedstorken mäter 71–86 centimeter i längd, har ett vingspann på 120–130 centimeter och väger 1,2–1,8 kilogram. Den har lång hals, långa ben och lång näbb vars spets är skedformad. Adulta fåglar har ljust gulgrönt fjäderlöst huvud där den främre delen av ansiktet blir gyllengult under häckningsperioden. Den har vitaktig hals, ovansida och bröst och är i övrigt djuprosa. Näbben är grå till grårosa och ögat rött. Könen är lika.
Precis som hos vissa arter av flamingo beror den rosa färgen på karotener som den får i sig via födan. Främst är det pigmentet canthaxanthin men även astaxanthin. Färgen kan variera från ljust rosa till kraftigt magenta, beroende på ålder och pltas.

## Utbredning och systematik
Fågeln förekommer från södra USA till norra Argentina, Brasilien och Västindien. Tidigare placerades den som enda art i släktet Ajaja. Den behandlas som monotypisk, det vill säga att den inte delas in i några underarter.

## Status och hot
Arten har ett stort utbredningsområde och en stor population med stabil utveckling som inte tros vara utsatt för något substantiellt hot. Utifrån dessa kriterier kategoriserar internationella naturvårdsunionen IUCN arten som livskraftig (LC). Världspopulationen uppskattas till 120 000 vuxna individer.

## Namn
Fågelns vetenskapliga namn kommer från tupíspråkets namn Ayayá eller Ajajá för fågeln.

## Bildgalleri

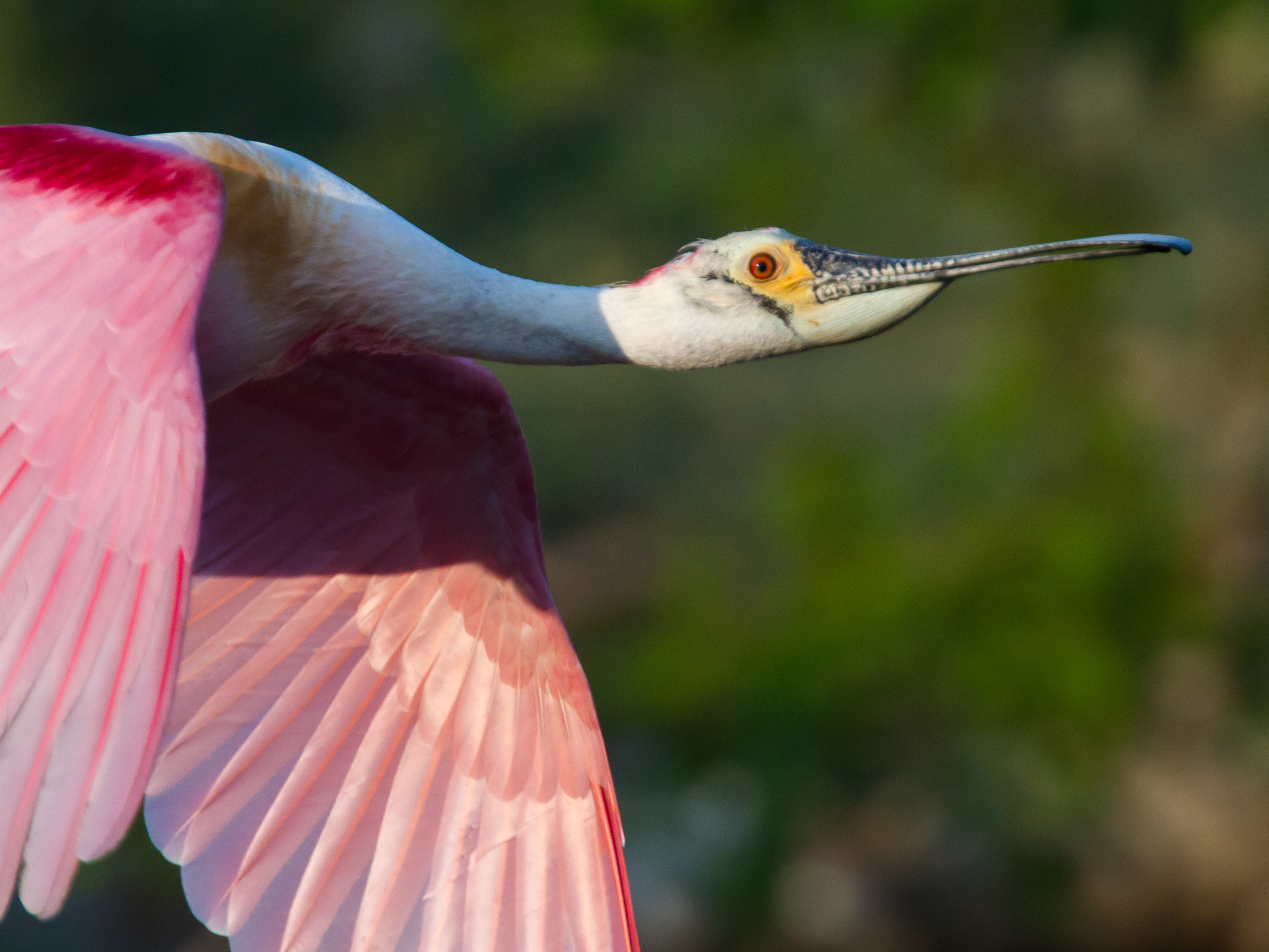
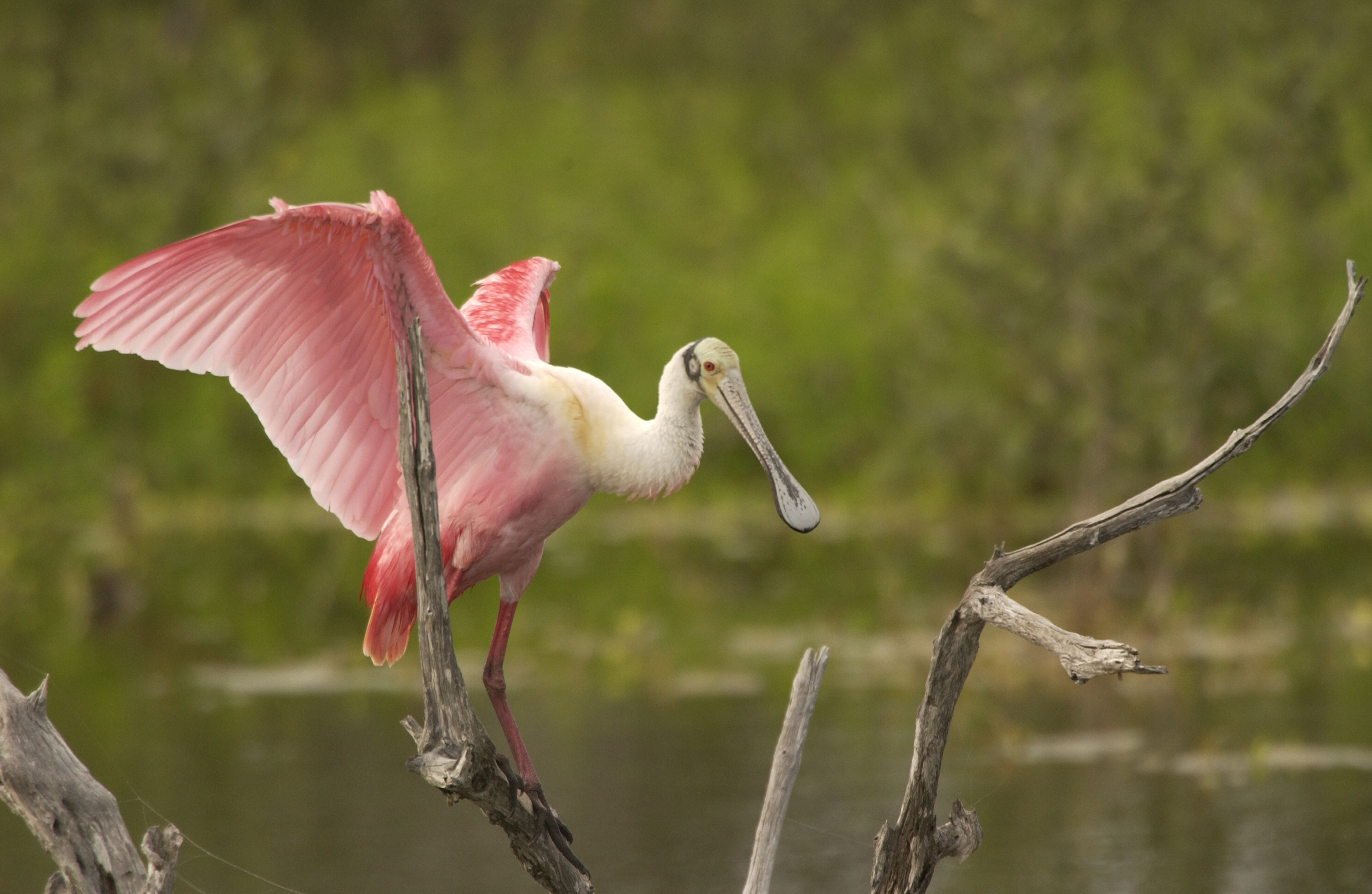
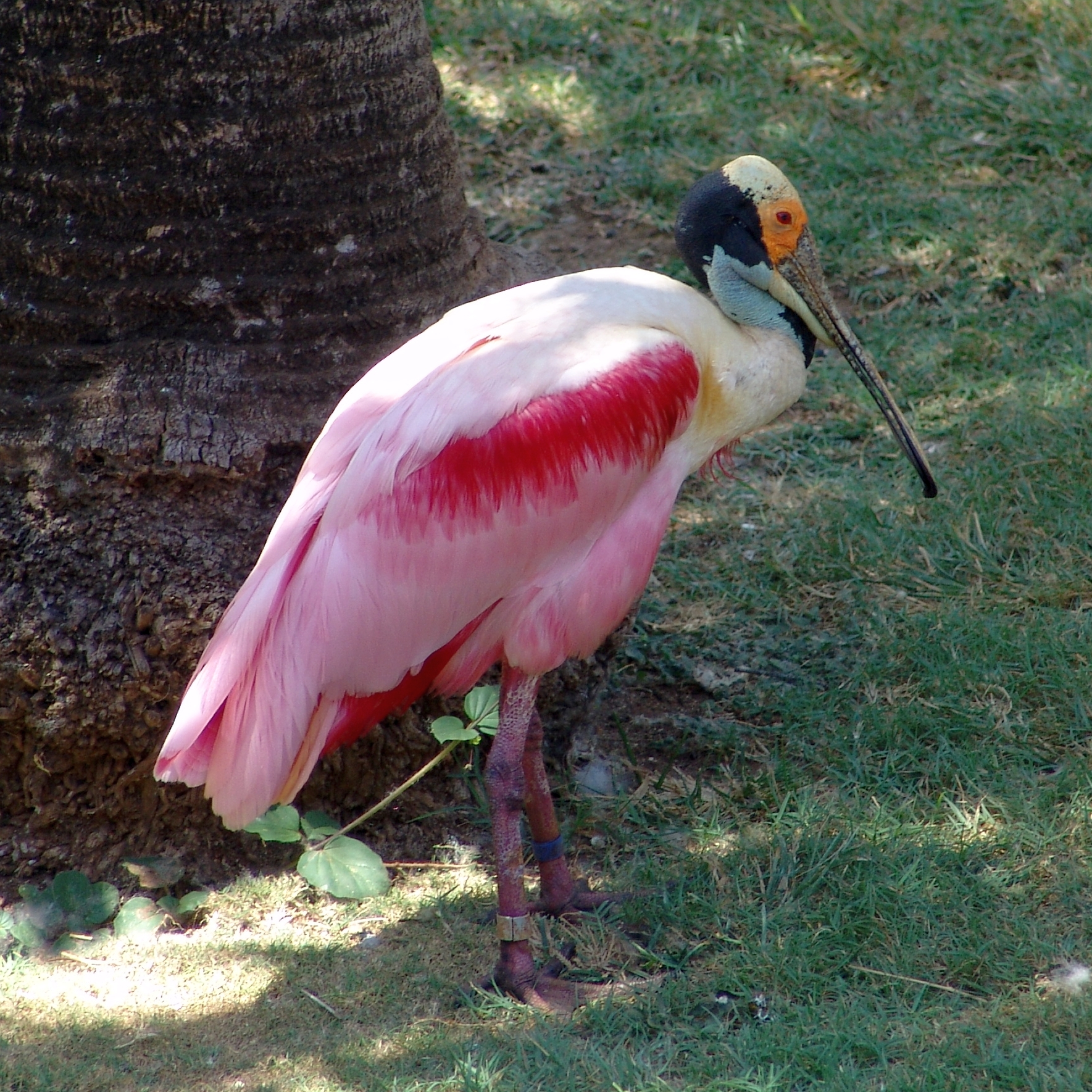
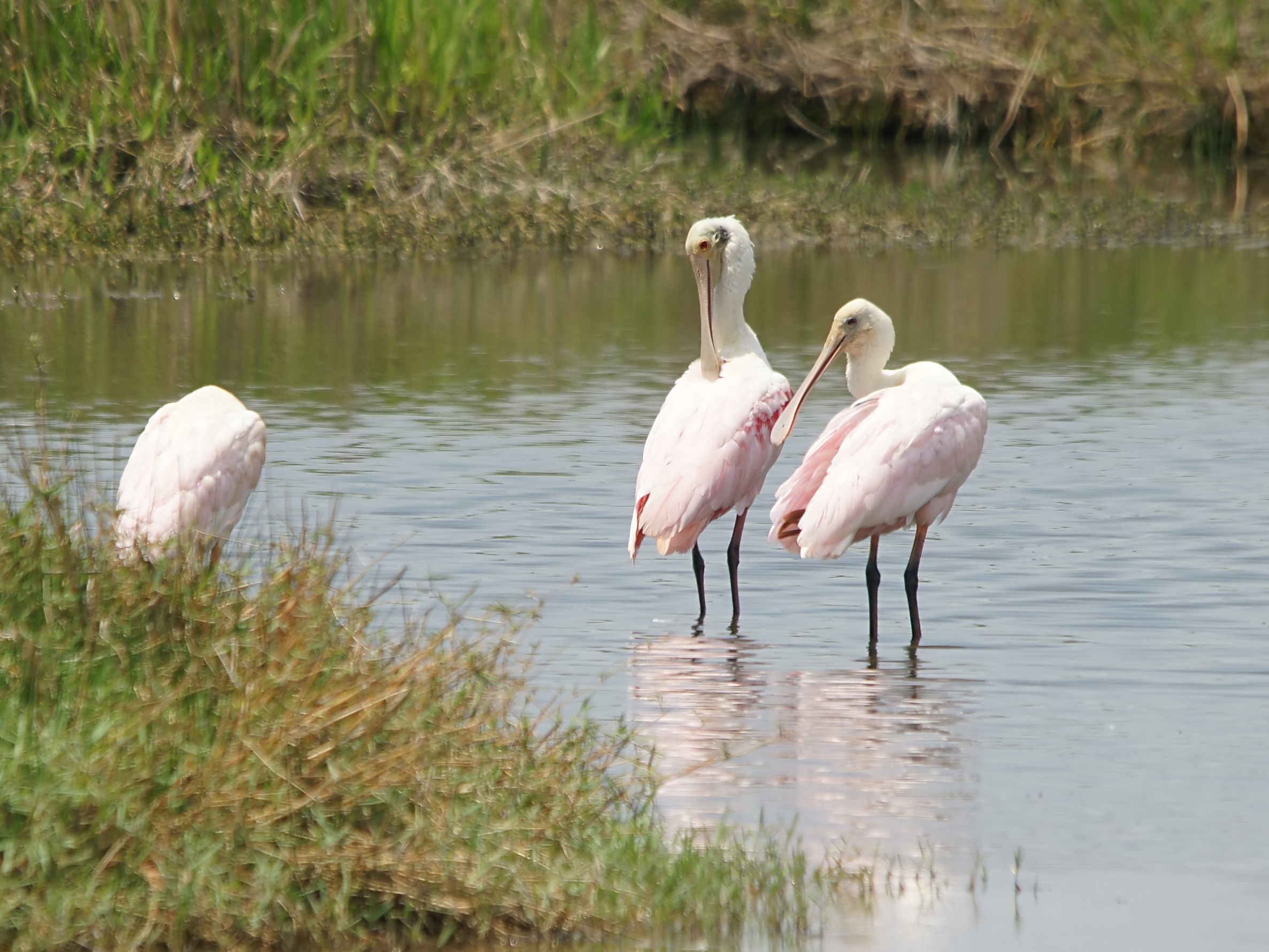
Subadult
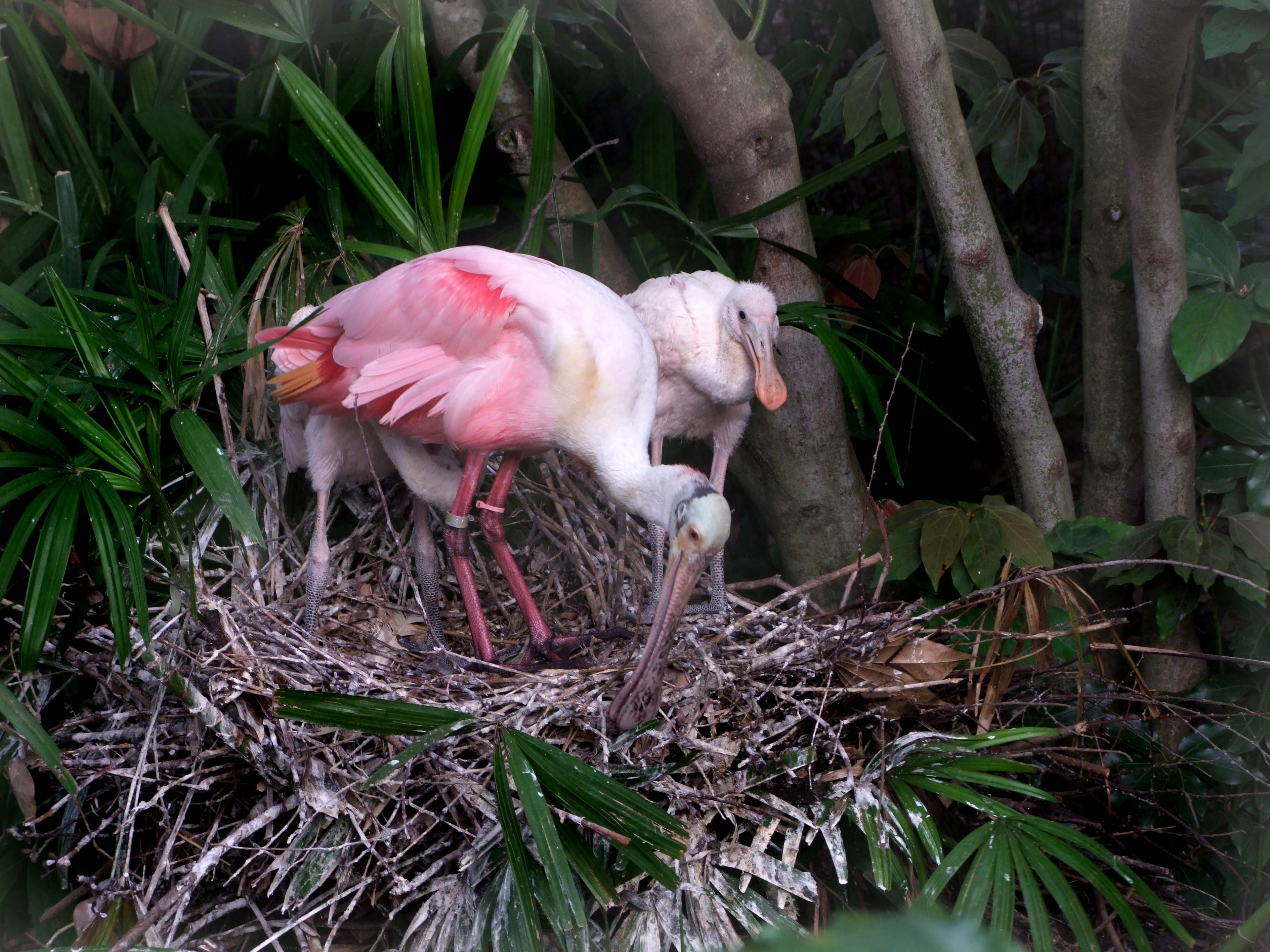
Häckning
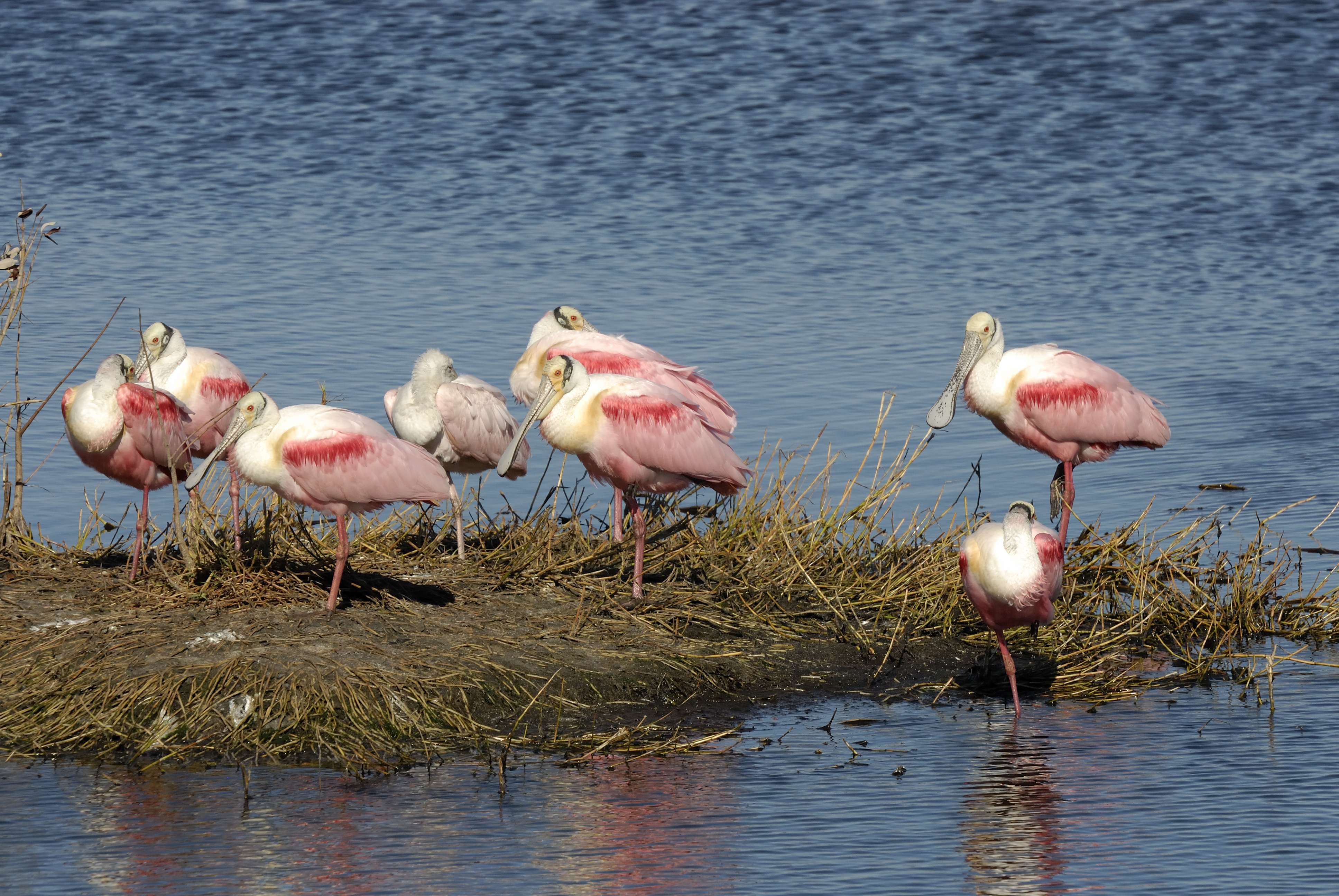
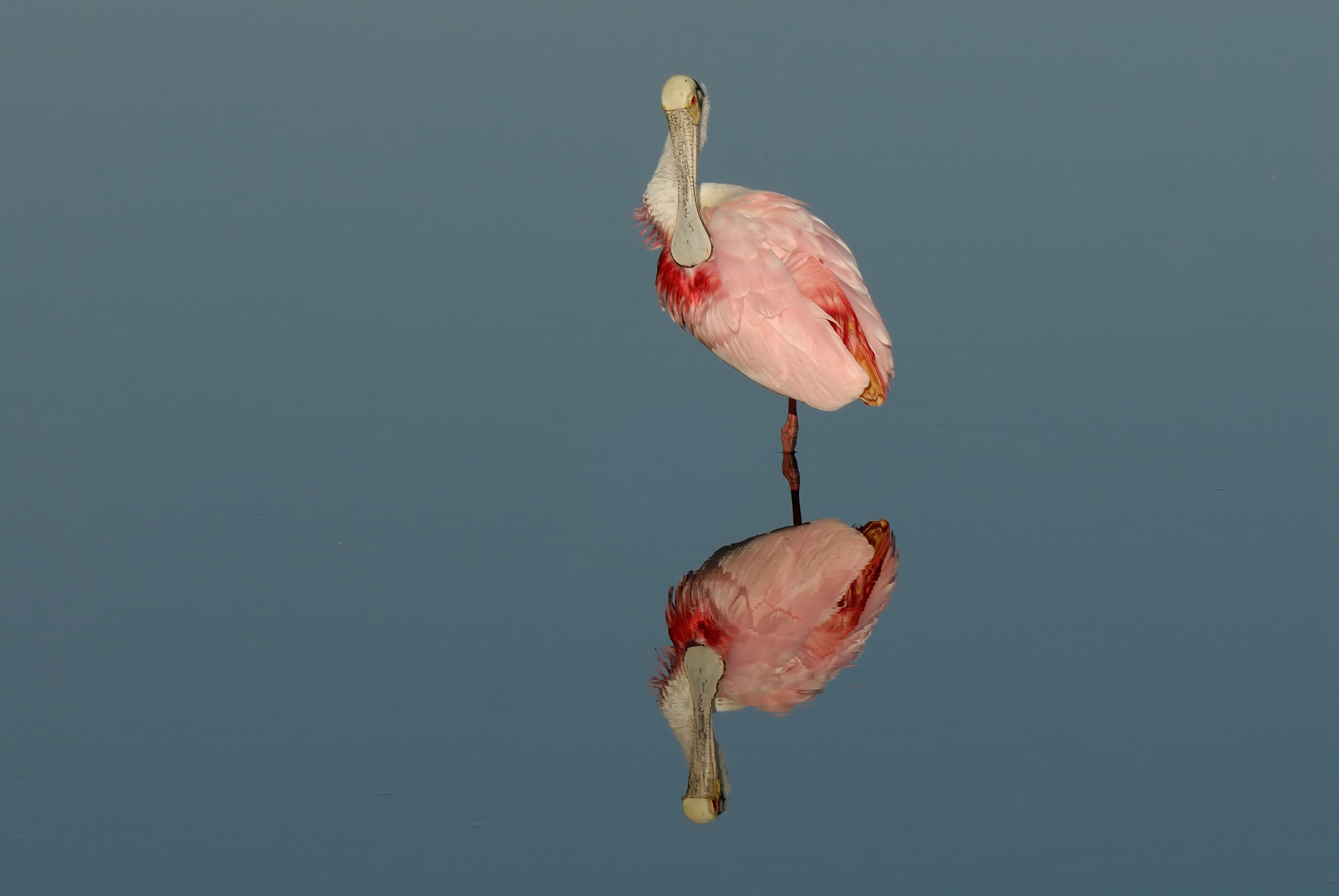
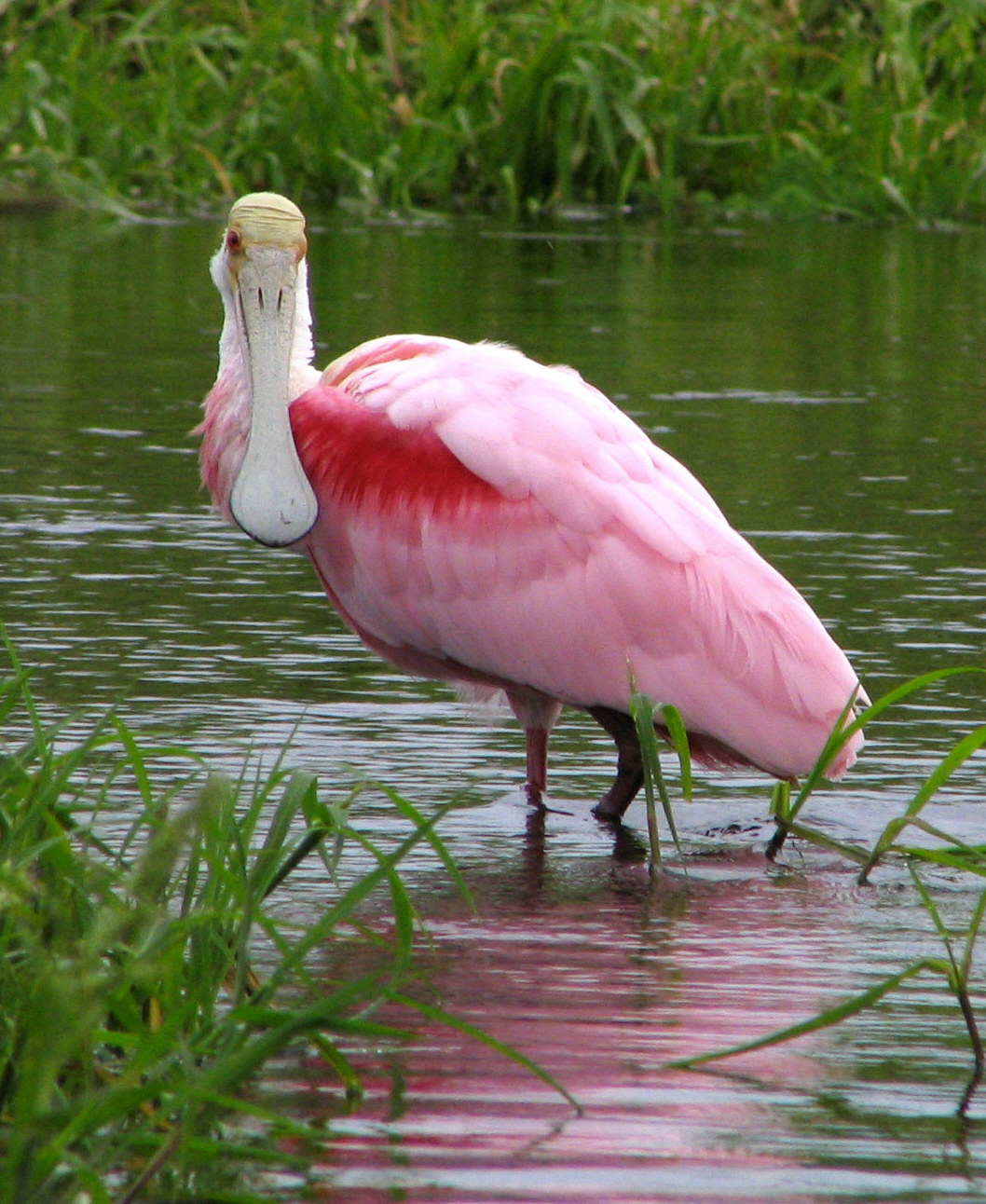
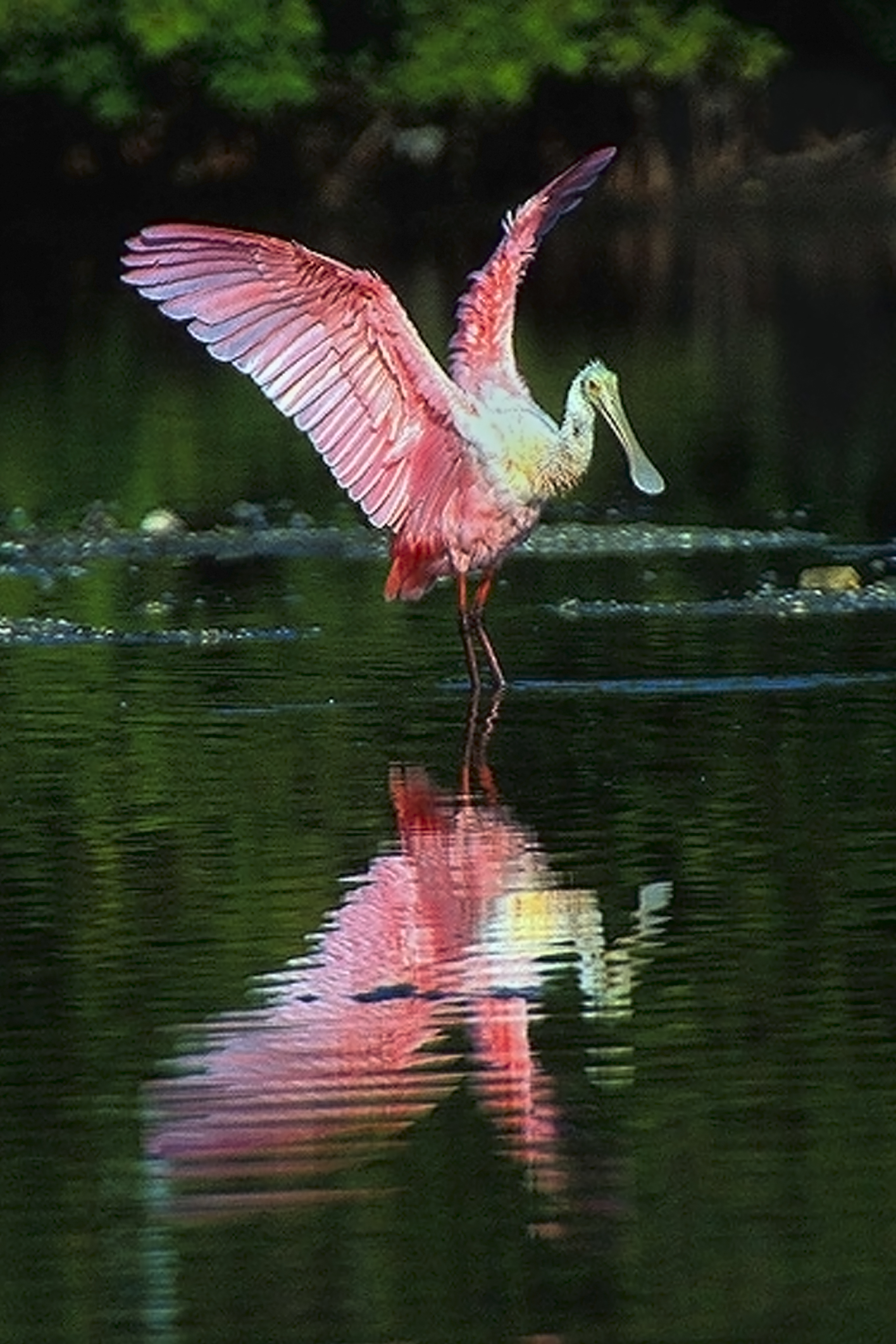